# 傑格舞步
〈傑格舞步〉（英語："Moves like Jagger"），是美国乐队 Maroon 5 与作曲人 Christina Aguilera 的合作单曲。由 A&M Octone Records 于2011年7月21日发售。本单曲是第三张专辑 Hands All Over （2010）中的第四首也是最后一首单曲，同时也是本专辑第一首再版单曲。本单曲由 Adam Levine , Benjamin Levin , Ammar Malik 和 Shellback 作曲并交由 Shellback 和 Benny Blanco 制作。"Moves like Jagger" 是一首结合了舞蹈流行音乐和电子流行音乐的单曲，合成器和电子鼓点穿插全曲。歌词讲述了一位男性拥有用舞步吸引女性的能力，在单曲中这位男性自比为滚石乐队主唱 Mick Jagger。
"Moves like Jagger" 获得众多乐评人的好评，他们赞赏乐曲的合唱部分。Levine 和 Aguilera 的人声也收获了正面评价，乐评人喜爱二人人声在单曲中的结合方式。同样地，该单曲同样收获商业上的成功，在十八个国家荣登榜首。在美国，"Moves Like Jagger" 是 Maroon 5 自2007年 "Makes Me Wonder" 以来、 Christina Aguilera 自2008年 "Keeps Gettin' Better" 以来的首支打入前十的单曲。该单曲被列入吉尼斯畅销单曲列表。Aguilera 成为 Janet Jackson, Madonna 和 Britney Spears 后第四个连续三个年代均有冠军单曲的女性歌手。是 Britney Spears 之后第二个在1990年代、2000年代、2010年代均有冠军单曲的女性歌手。该单曲2011年全球销量七百万，位列当年全球单曲销量排名第九。该单曲数字音乐销售部份截至2014年共售出一千五百万份拷贝。这一销量使该单曲成为畅销单曲列表中六首销量最高的数字单曲之一。
本单曲 MV 由 Jonas Åkerlund 导演。视频中结合了米克·贾格尔过去的舞台视频的片段，包括他最经典的舞台动作。"Moves like Jagger" 被提名为第54届格莱美奖最佳流行组合或团体（该奖项最终由 Tony Bennett 和 Amy Winehouse 的 Body and Soul 获得）。本单曲首次走上银幕是在2011年6月 The Voice 现场，由当时担任评委的 Adam Levine 和 Christina Aguilera 现场演出。

## 背景和构成
"Moves Like Jagger" 的作曲和制作工作由 Benjamin Levin 和 Shellback 完成，Adam Levine 也参与了作曲工作。
当被问及这首单曲时，Levine 说：“这首歌绝对是属于那类具有挑战性的曲目；这是一种大胆的表现。我们从未真正发售过这类曲子。不过，去做这些不同的、全新的事情非常令人兴奋。我很高兴大家都喜欢这首歌。”"Moves Like Jagger" 是一首结合舞蹈和电音,并加入迪斯科、流行乐、摇滚乐和灵魂乐成分的流行音乐。单曲结合了“让人想跳起来”的合成器效果、快步节拍和电子鼓点。来自音乐博客 Idolator 的 Robbie Daw 写道： "Moves Like Jagger" 有滚石乐队1978年登榜经典曲目 Miss You 的一点点影子。并且补充道“合唱里 Levine 的声音被 Auto-Tune 搞的有点失真。”
单曲以口哨旋律和轻快独特，128拍每分钟的B小调吉他开场。Levine 在曲中竭尽全力去用舞步给他的伴侣留下印象，而舞步则是参考了滚石乐队主唱 Mick Jagger 的步法: "I don't need to try to control you / Look into my eyes and I'll own you / With the moves like Jagger / I got the moves like Jagger / I got the moves like Jagger.（我不需要尝试控制你/当你注视着我的眼睛我就会拥有你/伴着贾格尔般的舞步/我拥有贾格尔般的舞步/我拥有贾格尔般的舞步）"Aguilera 的声音则是在歌曲的间奏部分出现，戏谑道: "You want to know how to make me smile / Take control, own me just for the night / But if I share my secret / You gonna have to keep it / Nobody else can see this.（你想要知道如何将我逗笑/今晚我就把我交给你掌控/但当分享我的秘密时/你必须守口如瓶/不能让任何人知道）"

## 各方评价
来自 About.com 的 Bill Lamb 对歌曲给出正面评价。他对单曲的评分为四星半（满分五星）。Lamb 写道：“这首歌绝妙的口哨开场旋律自由、轻快、无法抵抗。来自评委 Christina Aguilera 有力的第二人声‘为整块蛋糕加上糖衣’。Aguilera 和 Levine 的人声在单曲中的确产生了化学反应。”Lamb认为这首歌是一首“优秀的夏日歌曲”：“这首歌轻快，旋律跃动，在开车的时候播放这首歌效果会很棒，而且绝对会让车上的人随着旋律晃动脑袋。”来自 Idolator 的 Robbie Daw 写道：“在 "Moves like Jagger" 中，Christina 等待了整整两分十五秒才开始在歌中绽放歌喉，但在她张嘴的瞬间，整个舞台便被她据为己有。”Daw 总结道：“这是两人近年来最好的歌曲。”
在提名这首单曲成为2011年夏季代表曲竞争者的同时，MTV News 的 James Dinh 写道：“Adam Levine 和 Christina Aguilera 将他们在 NBC 台 The Voice 节目中的友好竞争转化为录音棚内的化学反应”。来自 Pop Crush 的 Scott Schelter 为单曲打出四星半（满分五星）的分数。Schelter 认为这首歌“适合跳舞 饶有兴致”，他写道：“这首歌即使没有 Aguilera 的参与也会是一首很棒的歌，但她炽烈的语句将歌曲升华”。Robert Copsey 在为 Digital Spy 执笔时写道：“"Take me by the tongue and I'll know you/ Kiss me till you're drunk and I'll show you,（用你的舌头将我带走，让我更了解你/亲吻我直到你沉醉其中 我会让你明白的）"，Adam 的 声音借助奇妙的指点低音和无法抗拒的口哨直击你大脑深处，"If I share my secret/ You're gonna have to keep it,（当分享我的秘密时/你必须守口如瓶）"，Christina将这些简短、甜美而又完美成型的语句在单曲中讲出。即使知晓你们的情况，了解你们对这首歌的爱，我们依然真实的感受到十足的惊喜。”
Jagger 自己在接受采访时认可了这首歌，并称其“非常讨人喜欢。

## 单曲列表
| 数字下载版 | 数字下载版                                        | 数字下载版 |
| 曲序       | 曲目                                              | 时长       |
| ---------- | ------------------------------------------------- | ---------- |
| 1.         | Moves like Jagger（featuring Christina Aguilera） | 3:21       |

| 德国CD单曲 | 德国CD单曲                                                                  | 德国CD单曲 |
| 曲序       | 曲目                                                                        | 时长       |
| ---------- | --------------------------------------------------------------------------- | ---------- |
| 1.         | Moves like Jagger（featuring Christina Aguilera）                           | 3:21       |
| 2.         | Moves like Jagger（featuring Christina Aguilera (Soul Seekerz Radio Edit)） | 3:25       |

## 发售历史
| 国家     | 时间            | 介质                   |
| -------- | --------------- | ---------------------- |
| 加拿大   | 2011年6月21日   | 数字下载               |
| 美国     | 2011年6月21日   | 数字下载               |
| 澳大利亚 | 2011年6月22日   | 数字下载               |
| 丹麦     | 2011年6月22日   | 数字下载               |
| 法国     | 2011年6月22日   | 数字下载               |
| 荷兰     | 2011年6月22日   | 数字下载               |
| 新西兰   | 2011年6月22日   | 数字下载               |
| 瑞典     | 2011年6月22日   | 数字下载               |
| 澳大利亚 | June 27, 2011   | Contemporary hit radio |
| 英国     | August 14, 2011 | 数字下载               |
| 德国     | August 26, 2011 | CD单曲                 |